# Montagnes Saint-François

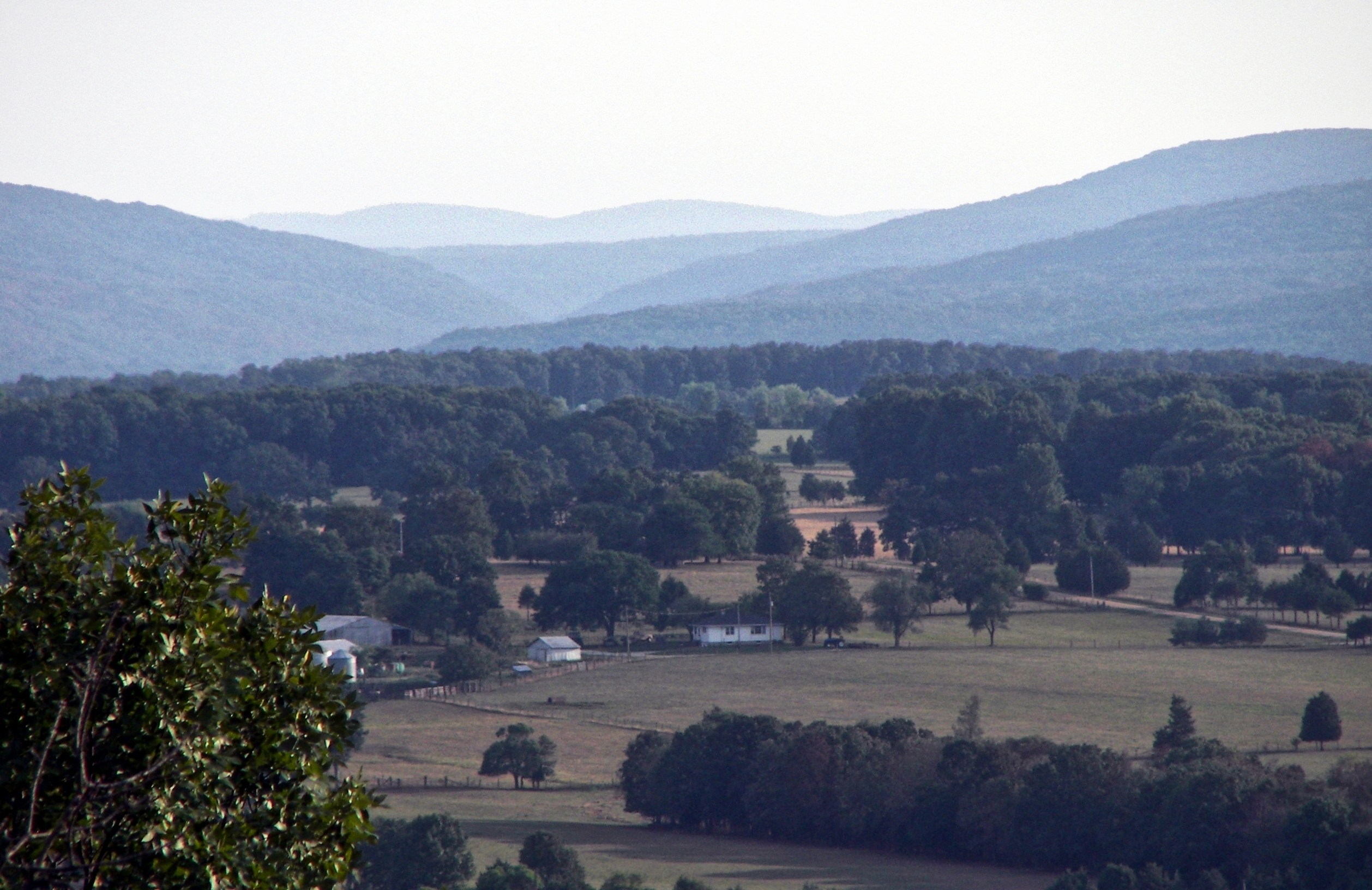
Vue en direction de la chaîne depuis Knob Lick.

Les montagnes Saint-François (Saint Francois Mountains) forment une chaîne montagneuse au sud-est de l'État du Missouri aux États-Unis.
Les montagnes Saint-François sont apparues il y a 1,4 milliard d'années lors d'intenses activités volcaniques créées par une importante faille tectonique. Le magma forma ce massif de roches ignées (notamment des rhyolites roches volcaniques que l'on retrouve également dans le Devils Tower National Monument) et qui domine aujourd'hui le plateau des monts Ozarks dont le point culminant atteint les 540 mètres d'altitude au sommet du mont Taum Sauk.
De nos jours, ces montagnes offrent un aspect de massif ancien en raison de l'érosion subit au cours des différents périodes géologiques.
Ce massif montagneux demeure la seule région dans le Midwest américain à ne jamais avoir été submergée et serait le  reste de récifs anciens d'un archipel d'îles émergeant des mers lors de la période paléozoïque. La richesse géologique de ce massif ancien indique que lors de la période paléozoïque, ces montagnes constituaient un récif car le sous-sol de ces flancs regorge de coraux fossilisés et de calcaire dolomitique qui est un calcaire poreux qui provient d'anciennes criques sableuses fossilisées. Les dépôts de grès et de schiste sont importants sur l'ensemble du massif.
La toponymie de ces montagnes date de l'époque des premiers colons français, coureurs des bois et trappeurs de la Nouvelle-France qui arpentèrent cette région. 
Les montagnes Saint-François furent un important centre d'extraction de minerais depuis le XVIIIe siècle à l'époque de la Louisiane française. La première mine fut creusée en 1720 et porta le nom de Mine La Motte en raison du gouverneur de la province louisianaise, sieur Antoine de Lamothe-Cadillac. La diversité des mineraies  est importante, on y trouve toujours du fer, zinc, galène comprenant du plomb et de l'argent, manganèse, cobalt, nickel, barite, granite et les carrières de calcaire.